# ملكة جمال العالم 1999
ملكة جمال العالم عام 1999 هي النسخة التاسعة والأربعون في تاريخ مسابقة ملكة جمال العالم منذ انطلاقتها عام 1951، عقدت مسابقة في 4 ديسمبر 1999 في قاعة أوليمبيا في لندن بالمملكة المتحدة. استضافت المسابقة أولريكا جونسون والنموذج ميلاني سايكس. اجتذبت مسابقة 94 مندوبة من جميع أنحاء العالم. كانت مسابقة عام 1999 هي المرة الأولى التي تقوم فيها اسكتلندا وويلز بإرسال مندوبين لكل منهما. في نهاية الحدث توجت ملكة جمال الهند يوكاتا موكي البالغة من العمر 20 عامًا بلقب ملكة جمال العالم عام 1999. عقدت مسابقة ملابس السباحة الأولية في مالطا. وقد توجها سلفها لينور أبارجيل من إسرائيل. تجمع المتظاهرون خارج هذا الحدث، وانتقدوه باعتباره «سوقًا للماشية الجنسية».

## النتائج

### المراكز النهائية
| النتائج النهائية      | المتنافسة |
| --------------------- | --- |
| ملكة جمال العالم 1999 | - الهند - يوكاتا موكي |
| الوصيفة الأولى        | - فنزويلا - مارتينا توروغود |
| الوصيفة الثانية       | - جنوب أفريقيا - سونيا راكيتي |
| أفضل 5                | - إسرائيل - جيني تشرفوني - ليبيريا - صباح توبمان                                                                                        |
| أفضل 10               | - كرواتيا - إيفانا بيتكوفيتش - إستونيا - كارين لاسما - النرويج - أنيت هاوكاس - إسبانيا - لورينا بيرنال - الولايات المتحدة - ناتاشا ألاس |

### ملكات القارات للجمال
| المجموعة القارية | المتنافسة                     |
| ---------------- | ----------------------------- |
| أفريقيا          | - جنوب أفريقيا - سونيا راكيتي |
| الأمريكتين       | - فنزويلا - مارتينا توروغود   |
| آسيا وأوقيانوسيا | - الهند - يوكاتا موكي         |
| الكاريبي         | - جامايكا - ديزيريه ديباس     |
| أوروبا           | - إسرائيل - جيني تشرفوني      |

## المتسابقات
- أنغولا - لورينا سيلفا
- الأرجنتين - فيرونيكا دينيس باريونيفو
- أروبا - سيندي فانيسا كام تين مارتينوس
- أستراليا - ناليشيبو جاسكل
- النمسا - ساندرا كولبل
- باهاماس - ماري واتكينز
- بنغلاديش - تانيا رحمن طوني
- بلجيكا - بريجيتا كالينز
- بوليفيا - آنا راكيل ريفيرا زامبرانا
- البوسنة والهرسك - سمرة بيغوفيتش
- بوتسوانا - أليمة إسحاق
- البرازيل - بولا دي سوزا كارفالو
- بلغاريا - فيوليتا زدرافكوفا
- كندا - ميريل عيد
- جزر كايمان - الموناليزا تاتوم
- تشيلي - ليسيت سييرا أوكايو
- كولومبيا - مونيكا إليزابيث إسكولار دانكو
- كوستاريكا - فيوريلا مارتينيز
- كرواتيا - إيفانا بيتكوفيتش
- قبرص - صوفيا جورجيو
- جمهورية التشيك - هيلينا هودوفا
- جمهورية الدومينيكان - لوز غارسيا
- الإكوادور - صوفيا موران تريبا
- إستونيا - كارين لاسمي
- فنلندا - ماريا لامانين
- فرنسا - ساندرا بريتونيس
- ألمانيا - سوزان هويكه
- غانا - مريم سوغرو بوغري
- جبل طارق - أبيجيل غارسيا
- اليونان - إيفانجيليا فاتيدو
- غواتيمالا - آنا بياتريس غونزاليس شيل
- غيانا - إندرا تشانجا
- هولندا - إيلونا مارلين فان فيلدهوزين
- هندوراس - إيرما ويلزكا كويجادا إنريكيز
- هونغ كونغ - مارشا يوان هو ما
- المجر - إريكا دانكاي
- أيسلندا - كاترين بالدورسدوتير
- الهند - يوكاتا موكي
- أيرلندا - أمير ماريا هولوهان دويل
- إسرائيل - جيني تشيرفوني
- إيطاليا - غلوريا نيكوليتي
- جامايكا - ديزيريه ديباس
- اليابان - آيا ميتسوبوري
- كازاخستان - أسيل إيساباييفا
- كينيا - إستر موثوني موثي
- كوريا - هان نا نا
- لاتفيا - إيفيجا روتشيفسكا
- لبنان - نورما الياس نعوم
- ليبيريا - صبا إستر توبمان
- ليتوانيا - ريناتا ماكيفيتشتي
- مدغشقر - تانتلي نينا رامونجي
- ماليزيا - جاكلين لي تزي واي
- مالطا - كاثرين أتارد
- المكسيك - دانيت فيلاسكو باتالر
- نيبال - شويتا سينغ
- نيوزيلندا - كورالي آن واربورتون
- نيجيريا - أوغسطين إيروفيير
- النرويج - أنيت هوكاس
- بنما - جيسينيا كازانوفا رييس
- باراغواي - مارييلا كانديا راموس
- بيرو - ويندي مونتيفردي
- الفلبين - لالين بوغنوت إدسون
- بولندا - مارتا كويتش
- البرتغال - جوانا إينيس تيكسيرا
- بورتوريكو - أرلين توريس
- رومانيا - نيكوليتا لوسيو
- روسيا - ايلينا افيموفا
- اسكتلندا - ستيفاني نوري
- سيشل - آن ماري جوري
- سنغافورة - أودري كويك آي وون
- سلوفاكيا - أندريا فيريسوفا
- سلوفينيا - نيدا غاتشنيك
- جنوب أفريقيا - سونيا راسيتي
- إسبانيا - لورينا برنال باسكوال
- سريلانكا - ديلوميني دي الويس جاياسينغي
- سوازيلاند - كولين تولونين
- السويد - جيني لويز تورسفيك
- سويسرا - أنيتا بوري
- تاهيتي - مانوا فروغ
- تنزانيا - هويس أندرسون تيمو
- تايلاند - كامالا كومبو نا أيوثايا
- ترينيداد وتوباغو - ساشا أنطون
- تركيا - عائشة خاتون أونال
- أوكرانيا - أولغا سافينسكايا
- المملكة المتحدة - نيكولا ويلوبي
- الولايات المتحدة - ناتاشا ألاس
- أوروغواي - كاثرين غونزالفيس
- جزر العذراء الأمريكية - شاري افوا سميث
- فنزويلا - مارتينا ثوروغود هيمسن
- ويلز - كلير ماري دانيلز
- يوغوسلافيا - لانا ماريتش
- زامبيا - سينثيا شيكواندا
- زيمبابوي - بريتا ماسلوثيني

## الروابط الخارجية
- موقع ملكة جمال العالم الرسمي